# 两河镇 (全州县)
两河镇，是中华人民共和国广西壮族自治区桂林市全州县下辖的一个乡镇级行政单位。原为两河乡，2014年由乡建制改为镇建制。

## 行政区划
两河镇下辖以下地区：
两河村、上刘村、下刘村、新福村、上宅村、白水村、鲁水村、桂家村、五桂岭村、源东村、黄泥冲村、百板洞村、厚桂村、田乾村、美田村和大田村。